# Roomtuintjes

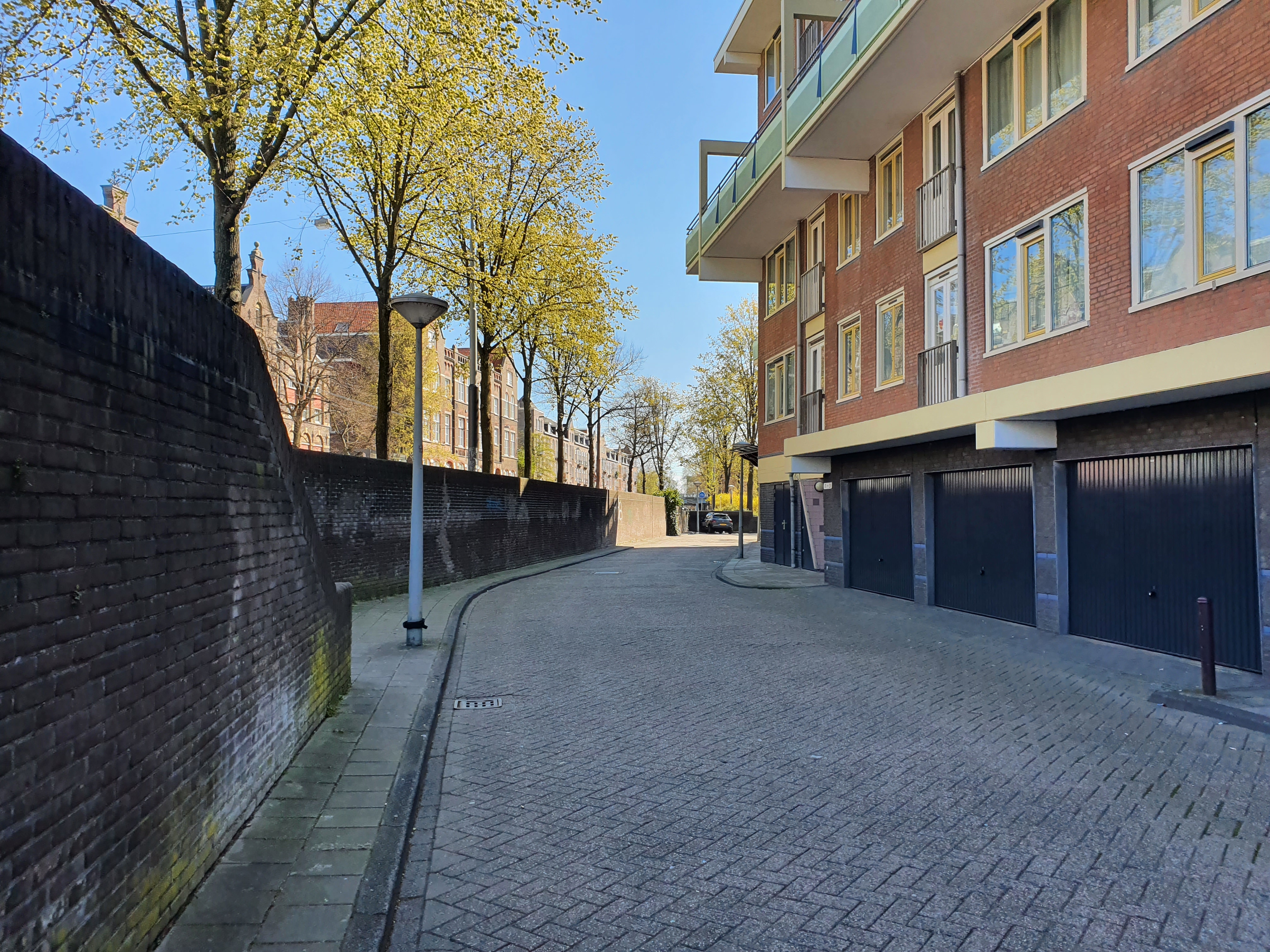
Roomtuintjes

Roomtuintjes is een wijkje en tegelijk een straat in de vorm van een driehoek in de Dapperbuurt in Amsterdam-Oost. Het wijkje grenst in het noorden aan de Zeeburgerdijk, in het oosten aan de spoordijk en in het zuidwesten aan de Pontanusstraat.
Tot begin jaren zeventig stonden in de Dapperbuurt sterk verouderde woningen en in het kader van de stadsvernieuwing werd in 1971 een plan ontwikkeld voor nieuwbouw. De woningen moesten worden vervangen door nieuwbouw en er werd een verkaveling ontworpen met vier woonlagen in maisonettevorm met een parkeerkelder, rond kleinschalige hoven. Het moest een stedelijk stempel krijgen maar net als in bijvoorbeeld de Westelijke Tuinsteden wel met het principe "lucht, licht en ruimte." Men begon met de bouw op een braakliggend terrein naast de spoorbaan. In totaal werden er negen blokken, verschillend in vorm en omvang, opgeleverd.
De nieuw gebouwde woonblokken hadden geen duidelijke voor- en achterkant, en lagen niet met de gevels evenwijdig aan de straat. Naast de openbare straatruimte kwamen kleinschalige rustige binnenhoven tussen de bouwblokken. Na de oplevering van de blokken, rond 1973, was een nieuwbouwwijkje ontstaan dat sterk afweek van de omgeving. Verdere realisatie vond niet meer plaats doordat het te duur was, maar er was ook veel tegenstand omdat het een kaalslagplan zou zijn voor de buurt en het een beeld van een tuinstad zou opleveren in de 19e-eeuwse-gordel.
In de Dapperbuurt vond in de jaren daarna wel verdere stadsvernieuwing plaats, maar dan in een vorm die meer leek op de bestaande bebouwing. Na bijna 35 jaar kwamen er voor de Roomtuintjes plannen voor een grondige renovatie, zowel van de woningen, de omgeving, als het openbaar groen, voornamelijk wegens gebrek aan onderhoud.  

## Herberg de Roomtuinjes
Het wijkje en de straat zijn bij een raadsbesluit van 8 augustus 1973 vernoemd naar een oude uitspanning en herberg die vroeger in de nabijheid van Oetewaal stond en lag langs de Mauritskade waar nu de Pieter Vlamingstraat begint. Tussen 1880 en 1884 werd deze uitspanning gesloopt voor de bouw van de Dapperbuurt.
In vroeger tijd werd deze herberg vooral gebruikt door bezoekers aan de stad die na de sluiting van de Muiderpoort niet meer in de stad werden toegelaten en daarom in de herberg konden overnachten. Op zonnige zondagen bestond het publiek voornamelijk uit gezinnen met kinderen die van de faciliteiten van de uitspanning gebruik konden maken. Voorts had de herberg stallen voor vee van veehandelaren die er overnachtten. Als vergoeding mocht de herbergier dan de gestalde koeien melken en de room aan gasten verkopen waar de naam Roomtuintjes naar verwijst.